# Монастырь Алкобаса
Монастырь Санта-Мария де Алкобаса (порт. Mosteiro de Santa Maria de Alcobaça) — цистерцианский монастырь в городе Алкобаса (Португалия). Основан первым португальским королём Афонсу Энрикешем в 1153 году и в течение двух столетий служил королевской усыпальницей. Расцвет монастырского комплекса пришёлся на конец XIV—XVI века, когда монастырь, будучи крупным феодалом (в его подчинении находилось 13 городов и 2 замка), стал центром ремёсел — работы по металлу, ткачеству, росписям. Его собор стал первым готическим зданием, построенным в Португалии. Монастырь был расширен при Мануэле I (1495—1521) и перестроен в стиле барокко в XVIII веке. Во время Наполеоновских войн монастырские сокровища были разграблены французами. В 1834 году монастырь был секуляризирован, монашеская жизнь в нём прекратилась. С 1989 года ансамбль монастырских зданий входит в перечень памятников Всемирного наследия ЮНЕСКО.
Центральным сооружением монастыря является собор — трёхнефная базилика, построенная в 1153—1222 годах; по обеим сторонам трансепта находятся надгробия португальских королей (Педру I, Инес де Кастро, первая половина XIV века). В 1725—1726 годах фасад собора был оформлен в стиле барокко. Среди других древних сооружений архитектурного комплекса — трапезная конца XIII века, клуатр короля Диниша I (клуатр Тишины) с двухъярусной галереей (возведён в 1308—1311 годах по проекту архитектора Домингу Домингиша, второй ярус в стиле мануэлино надстроен в 1515—1521 годах), зал капитула. В XVII—XVIII веках архитектурный ансамбль был дополнен Королевским пантеоном, капеллой реликвий и другими сооружениями.

## История
В конце X века в Клюни (Бургундия) был организован новый бенедиктинский монастырь, который строго следовал уставу святого Бенедикта. Однако, со временем «Правило святого Бенедикта» было «облегчено». В 1098 году некоторые монахи покинули свой монастырь Молесме, находившийся в Бургундии, чтобы основать новый монастырь в Систере, к югу от Дижона. Религиозные цистерцианцы стремились следовать правилам святого Бенедикта и хотели жить для своего служения, а не для накопления богатств. Бернард Клервоский, присоединившийся в 1112 году к цистерцианцам, оставил их в 1115 году и основал аббатство Клерво. Он поддержал реформу, вернувшую системе правления святого Бенедикта свою первоначальную строгость.
В то время как Афонсу I Великий занимался Реконкистой, на португальскую территорию прибыли цистерцианские монахи, основавшие около 1140 года Монастырь Сан-Жуан де Тарока.
Король выполнил своё обещание, данное в 1147 году (после завоевания Сантарен), и пожертвовал Бернарду множество земель в регионе Алкобаса. Примерно в 1152 году началось строительство монастыря, и в том же году его настоятеля отправили в ссылку.
Первые монахи Алкобаса, известные как «белые монахи», принесли с собой много благ цивилизации. Также они вели благотворительную деятельность, помогали малоимущим, у них имелись врачи и действующая аптека.

### Средневековый монастырь
Первый монастырь и церковь, по некоторым источникам, были завершены в 1240 году. Однако вполне вероятно, что монастырь был разрушен. Между 1308 и 1311 годами его заменил до сих пор существующий Монастырь Безмолвия: такое имя он получил из-за обета молчания. Длина монастыря составляет около 203 метров, а высота потолка — 5 метров. По приказу короля Мануэла I (1469—1521 гг.) в начале XVI века был добавлен второй этаж над монастырём. Доступ на верхний этаж монастыря осуществляется по винтовой лестнице на стене, соединяющей кухню со спальней.

#### Обитель чтения
Южный монастырь проходит параллельно церкви, не охватывая другие части здания. В середине XV века на каменных скамьях сидели монахи, слушая чтения. Посреди монастыря находится часовня в честь Девы Марии, что соответствует давней традиции цистерцианских монастырей.

#### Обитель Главы
Восточная обитель, обитель Главы, начинается с южной стороны за церковными воротами, через которые монахи проходили в церковь, и охватывает средневековую ризницу. Обитель Главы имела лестницу в спальню и доступ к комнате монахов. Обитель Главы служила для собраний монахов и была самым важным помещением монастыря после самой церкви. Её название связано с чтениями, которые были написаны из глав бенедиктинского правила. Также, эта комната была местом голосований и других подобных действий, совершаемых монахами.

## План монастыря
Монастырь состоит из церкви и ризницы. На севере расположены три обители в ряд, каждая из которых полностью окружена двумя этажами, а также крылом на юге. Монастыри, в том числе самые старые, также имеют два этажа. Здания вокруг новых монастырей трёхэтажные. Предположительно, между 1998 и 2000 годами был обнаружен четвёртый монастырь на южной стороне церкви. Этот монастырь, вероятно, был разрушен землетрясением 1755 года и сильным наводнением 1774 года. Возможно, что останки монахов южного крыла были уничтожены в 1834 году. Нынешнее здание до сих пор имеет площадь 27 000 м² и общую площадь 40 000 м.². Площадь застройки вместе с южной обителью имеет размер 33 500 м². Главный фасад монастыря, церкви, северного и южного крыла имеет ширину 221 м, с северной стороны — около 250 м. Церковь и первый монастырь были построены между 1178 и 1240 годами в готическом стиле романского пассажа, а церковь открыта в 1252 году — это было первое полностью готическое сооружение, возведённое на португальской земле. Здания на южной стороне, вероятно, были построены в XIV веке. В конце XVI века началось строительство монастыря Левада, который был связан с северным средневековым монастырём. Между XVII и серединой XVIII века строительство монастыря и библиотеки было завершено.

### Церковь
Архитектура церкви Алкобаса является отражением бенедиктинского правления. Цистерцианцы внесли в свои работы идеи скромности, смирения, изоляции от мира и служения Богу, просто и экономно украшая и выстраивая структуру своих церквей. Несмотря на свои огромные размеры, здание выделяется только благодаря необходимым элементам конструкции, которые достигают неба. Это стало понятно после того, как здания были восстановлены в результате реставрации в 1930 году. В том же году было решено восстановить средневековый стиль, уничтожив многие сооружения, возникшие на протяжении веков в этом месте. В результате стали видны камни на основе известняка, составляющие стену и содержащие множество символов резчика. Хоровые стулья XVI века сгорели в 1810 году во время третьего французского вторжения. Главный фасад монастыря на западе был изменён между 1702 и 1725 годами элементами стиля барокко. Оттуда фасад церкви окружён, по направлению к площади, крыльями двух этажей длиной по 100 метров каждый. Сама церковь приобрела два барочных шпиля и 43-метровый фасад, украшенный различными статуями. Входная лестница с барочными украшениями также датируется этим временем. Трудно понять, как выглядит оригинальный фасад, потому что он был разрушен в 1531 году. В церкви, вероятно, не было шпилей, что соответствовало бы цистерцианскому идеалу простоты.

### Ризница
Средневековая ризница размером 100 м², которая находилась в верхней части северной стороны, была заменена во времена короля Мануэла I (1495—1521) на новую размером 250 м², на юго-восточной стороне Чарола. На другой стороне была построена часовня Сенхор дос Пассос. Как ризница, так и часовня были разрушены во время землетрясения 1755 года. При их реконструкции сохранились приделы Мануэлино, которые являются одним из немногих строительных элементов этого стиля в Алкобасе. В конце ризницы находится Часовня Реликвии.

### Королевские гробницы
Внутри церкви находятся гробницы королей Афонсу II (1185—1223 гг.) и Афонсу III (1210—1279 гг.). Могилы находятся по обе стороны от часовни святого Бернарда (с изображением его смерти) в южном трансепте. Перед этими гробницами в боковой комнате находятся восемь других гробниц, в том числе Беатрис, жены Афонсу III и троих его детей. Другой саркофаг принадлежит Урраке, первой жене Афонсу II. История других саркофагов неизвестна. Боковое здание, в котором в настоящее время находятся эти саркофаги, было построено после разрушения, вызванного сильным наводнением. С XVI века саркофаги находились в южном трансепте.
Могилы Педру I (1320—1367 гг.) и Инес де Кастро (1320—1355 гг.), которые сейчас находятся по обе стороны от трансепта, имеют большое значение для церкви и придают великолепие этому месту. Также эти памятники принадлежат к одним из крупнейших скульптур средневековья. Когда Педру I взошёл на престол, он приказал построить эти гробницы, чтобы похоронить его великую любовь — Инес, которая была жестоко приговорена к смерти его отцом, Афонсу IV (1291—1357 гг.). Он также повелел похоронить там и себя. Изображения в гробницах иллюстрируют сцены из истории Португалии и имеют библейское происхождение или прибегают к народным сказаниям. Можно сказать, что, с одной стороны, эта иконография является довольно обширной и освещает многие исторические события, но, с другой стороны, многое из этого весьма спорно.

#### Создание гробниц
Педру I женился в 1336 г. вторым браком на Констансе Мануэль (1316—1345 гг.), кастильской принцессе. Из-за нескольких войн между Португалией и Кастилией Констанса не могла прибыть в Португалию до 1339 года. В её окружении прибыла придворная дама Инес де Кастро, которая происходила из старого и могущественного рода Кастро. Педру I влюбился в неё. В 1345 году Констанса умерла спустя четырнадцать дней после рождения сына Фернанду I. Педру I начал публично жить с Инес, от этих отношений появилось трое детей, но отец Педру I, Афонсу IV, не принял эти отношения и всячески боролся с ними, и в 1355 г. приговорил Инес к смертной казни за государственную измену. После восхождения на престол Педру I отомстил за смерть своей возлюбленной. Утверждая, что тайно женился на ней в 1354 году, он приказал почтить Инес как королеву Португалии. Когда в 1361 году саркофаги были готовы, Педру I разместил их в южной части трансепта церкви Алкобаса и переместил останки Инес в Алкобасу. В своем завещании Педру I завещал быть похороненным в другом саркофаге, чтобы, когда пара воскресла в Судный день, они смотрели друг другу в глаза.

#### Судьба могил
1 августа 1569 года король Себастьян I (1554—1578 гг.), чьим дядей был кардинал Энрике, открыл эти могилы и, согласно сообщениям двух присутствовавших монахов, рассказал о большой любви Педру и Инес. Во время французского вторжения 1810 года две могилы были не только непоправимо повреждены, но и осквернены солдатами. Бальзамированное тело Педру было извлечено из гроба и обернуто фиолетовой тканью, а голова Инес, у которой все ещё были светлые волосы, была брошена в соседнюю комнату к другим саркофагам. Позже монахи собрали части гробниц и перепечатали их. После 1810 года гробницы были размещены в разных местах церкви, чтобы в 1956 году вернуться к своему первоначальному положению в трансепте лицом к лицу.

## Галерея
- Монастырь Алкобаса - Mosteiro de Santa Maria de Alcobaça